# Dekanat Otočki
Dekanat Otočki – jeden z 5 dekanatów rzymskokatolickich wchodzących w skład diecezji gospicko-seńskiej w Chorwacji.
Według danych na październik 2015 roku, w jego skład wchodziło 19 parafii.

## Lista parafii
Źródło:
| Lp. | Miejscowość  | Parafia                                        | Proboszcz        | Kościół                                                     | Grafika |
| --- | ------------ | ---------------------------------------------- | ---------------- | ----------------------------------------------------------- | ------- |
| 1   | Otočac       | Parafia Przenajświętszej Trójcy                | Tomislav Šporčić | Kościół Przenajświętszej Trójcy w Otočacu                   |         |
| 2   | Krasno       | Parafia Najświętszej Maryi Panny               | b.d.             | Kościół Najświętszej Maryi Panny w Kraśnie                  |         |
| 3   | Brinje       | Parafia Wniebowzięcia Najświętszej Maryi Panny | Zlatan Sušić     | Kościół Wniebowzięcia Najświętszej Maryi Panny w Brinje     |         |
| 4   | Brlog        | Parafia Nawiedzenia Najświętszej Maryi Panny   | Anđelko Kaćunko  | Kościół Nawiedzenia Najświętszej Maryi Panny w Brlogu       |         |
| 5   | Čanak        | Parafia Ukoronowania Najświętszej Maryi Panny  | Stanko Smiljanić | Kościół Ukoronowania Najświętszej Maryi Panny w Čanaku      |         |
| 6   | Dabar        | Parafia św. Michała Archanioła                 | Tomislav Šporčić | Kościół św. Michała Archanioła w Dabarze                    |         |
| 7   | Jezerane     | Parafia św. Jerzego, męczennika                | Mario Vazgeč     | Katedra św. Jerzego w Jezeranem                             |         |
| 8   | Kompolje     | Parafia św. Stefana, męczennika                | Anđelko Kaćunko  | Kościół św. Stefana w Kompolje                              |         |
| 9   | Krasno Polje | Parafia św. Antoniego Padewskiego              | b.d.             | Kościół św. Antoniego Padewskiego w Gospiciu                |         |
| 10  | Križpole     | Parafia Świętego Krzyża                        | Mario Vazgeč     | Kościół Świętego Krzyża w Križpolu                          |         |
| 11  | Kuterevo     | Parafia Najświętszej Maryi Panny z Góry Karmel | b.d.             | Kościół Najświętszej Maryi Panny z Góry Karmel w Kuterevie  |         |
| 12  | Letinac      | Parafia św. Antoniego Padewskiego              | Pejo Ivkić       | Kościół św. Antoniego Padewskiego w Letinacu                |         |
| 13  | Ličko Lešće  | Parafia Ukoronowania Najświętszej Maryi Panny  | Ivica Miškulin   | Kościół Ukoronowania Najświętszej Maryi Panny w Ličko Lešće |         |
| 14  | Lipice       | Parafia św. Jana Chrzciciela                   | Mario Vazgeč     | Kościół św. Jana Chrzciciela w Lipicach                     |         |
| 15  | Prozor       | Parafia Podwyższenia Krzyża Świętego           | Ivica Miškulin   | Kościół Podwyższenia Krzyża Świętego w Prozorze             |         |
| 16  | Ramljani     | Parafia św. Michała Archanioła                 | Stanko Smiljanić | Kościół św. Michała Archanioła w Ramljani                   |         |
| 17  | Sinac        | Parafia św. Eliasza, proroka                   | Stanko Smiljanić | Kościół św. Eliasza w Sinacu                                |         |
| 18  | Stajnica     | Parafia św. Mikołaja, biskupa                  | Mario Vazgeč     | Kościół św. Mikołaja w Stajnicy                             |         |
| 19  | Švica        | Parafia św. Jana Chrzciciela                   | Mile Rajković    | Kościół św. Jana Chrzciciela w Švicy                        |         |